# Drosera hamiltonii
Drosera hamiltonii este o specie de plante carnivore din genul Drosera, familia Droseraceae, ordinul Caryophyllales, descrisă de Cecil Rollo Payton Andrews.
Este endemică în:
- Ashmore-Cartier Is..
- Western Australia.

Conform Catalogue of Life specia Drosera hamiltonii nu are subspecii cunoscute.

## Galerie

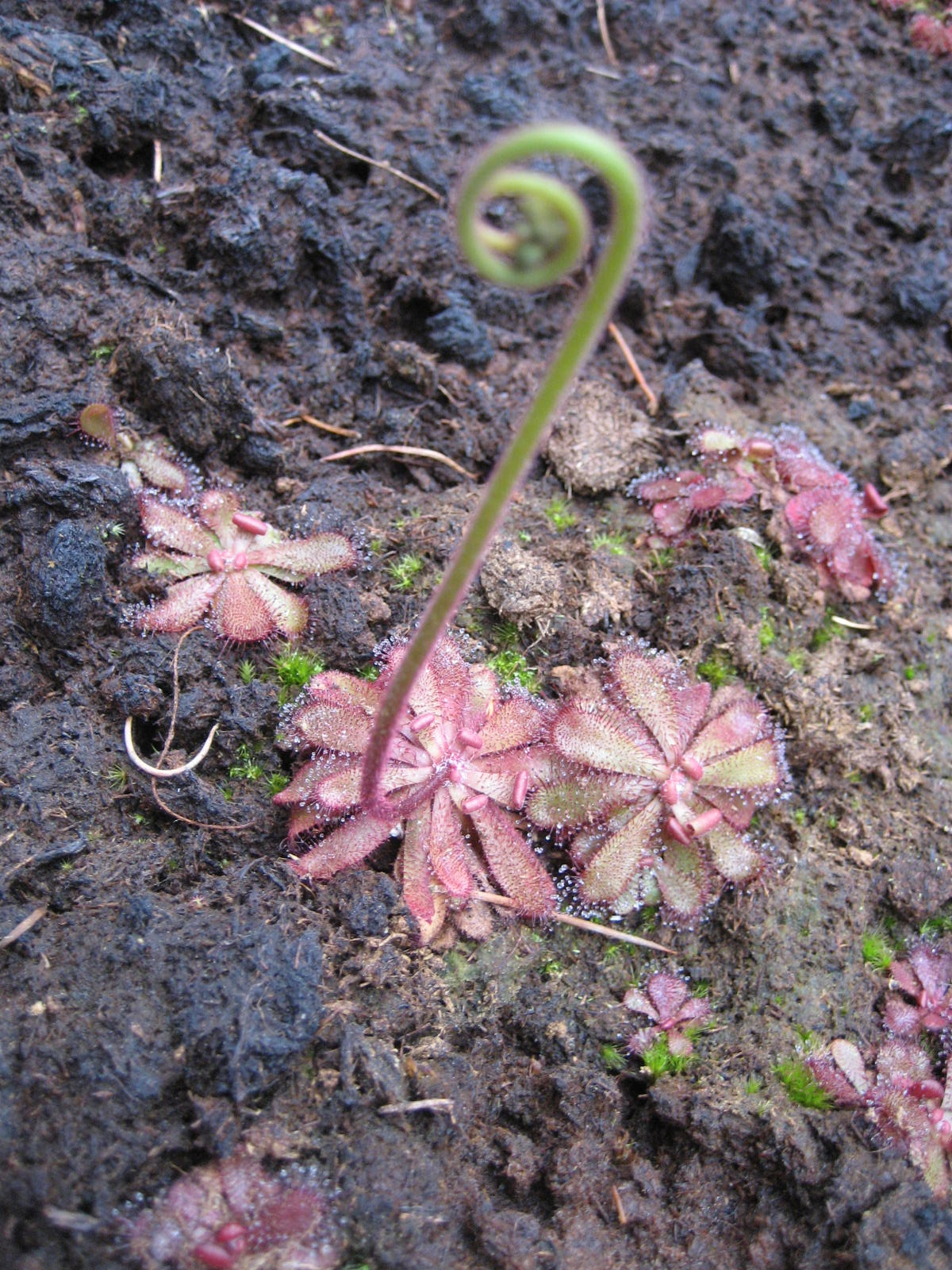
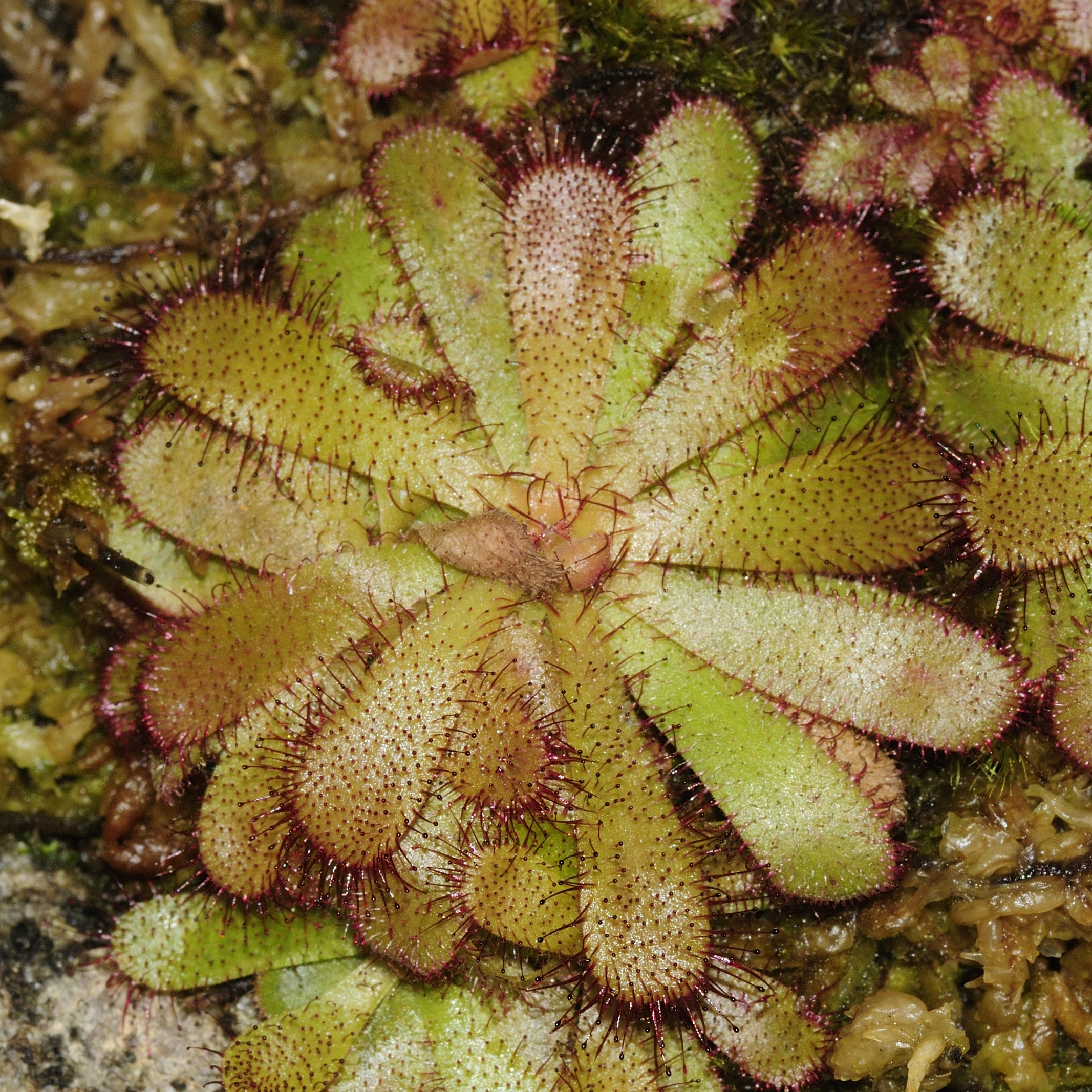
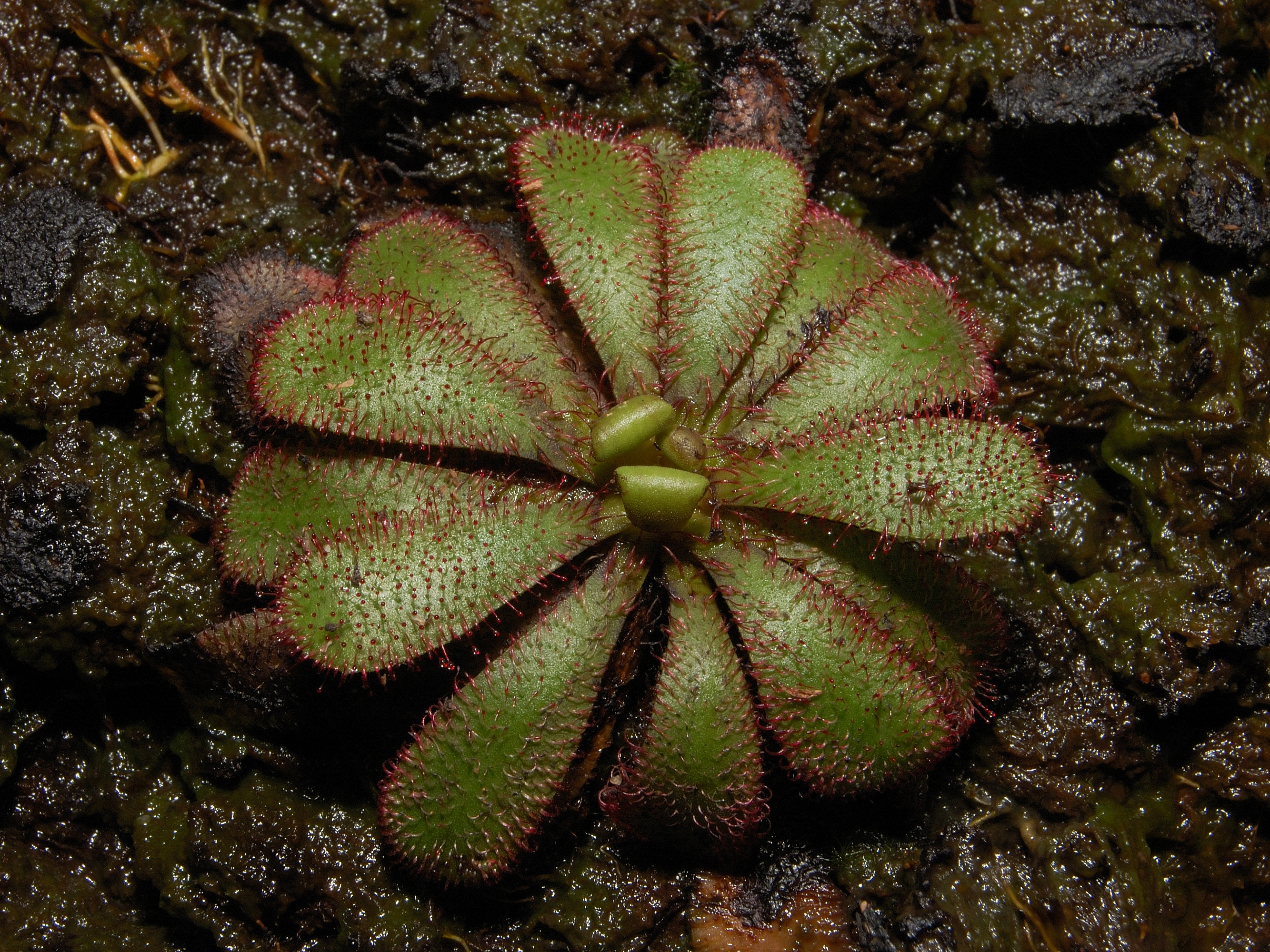
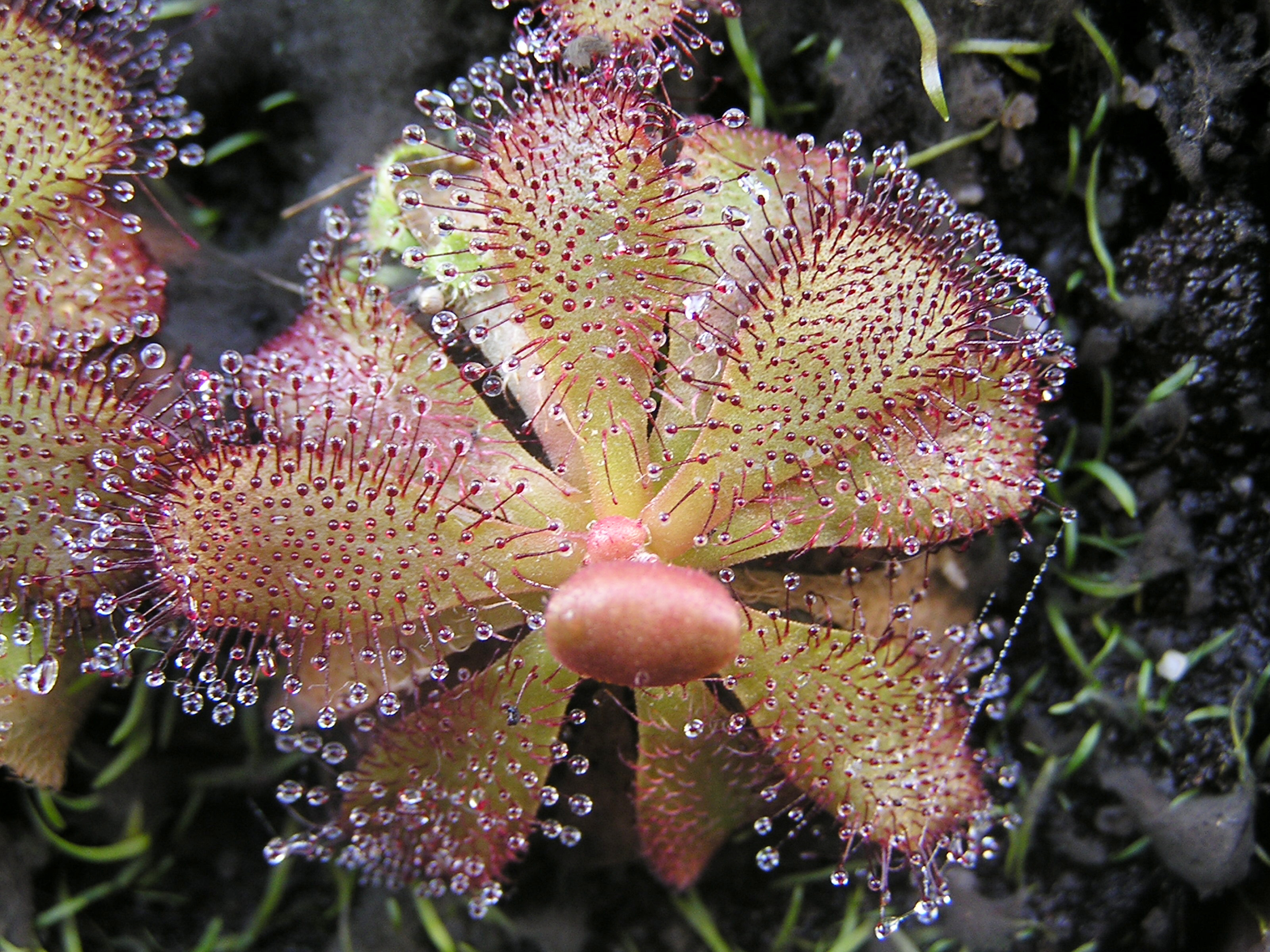
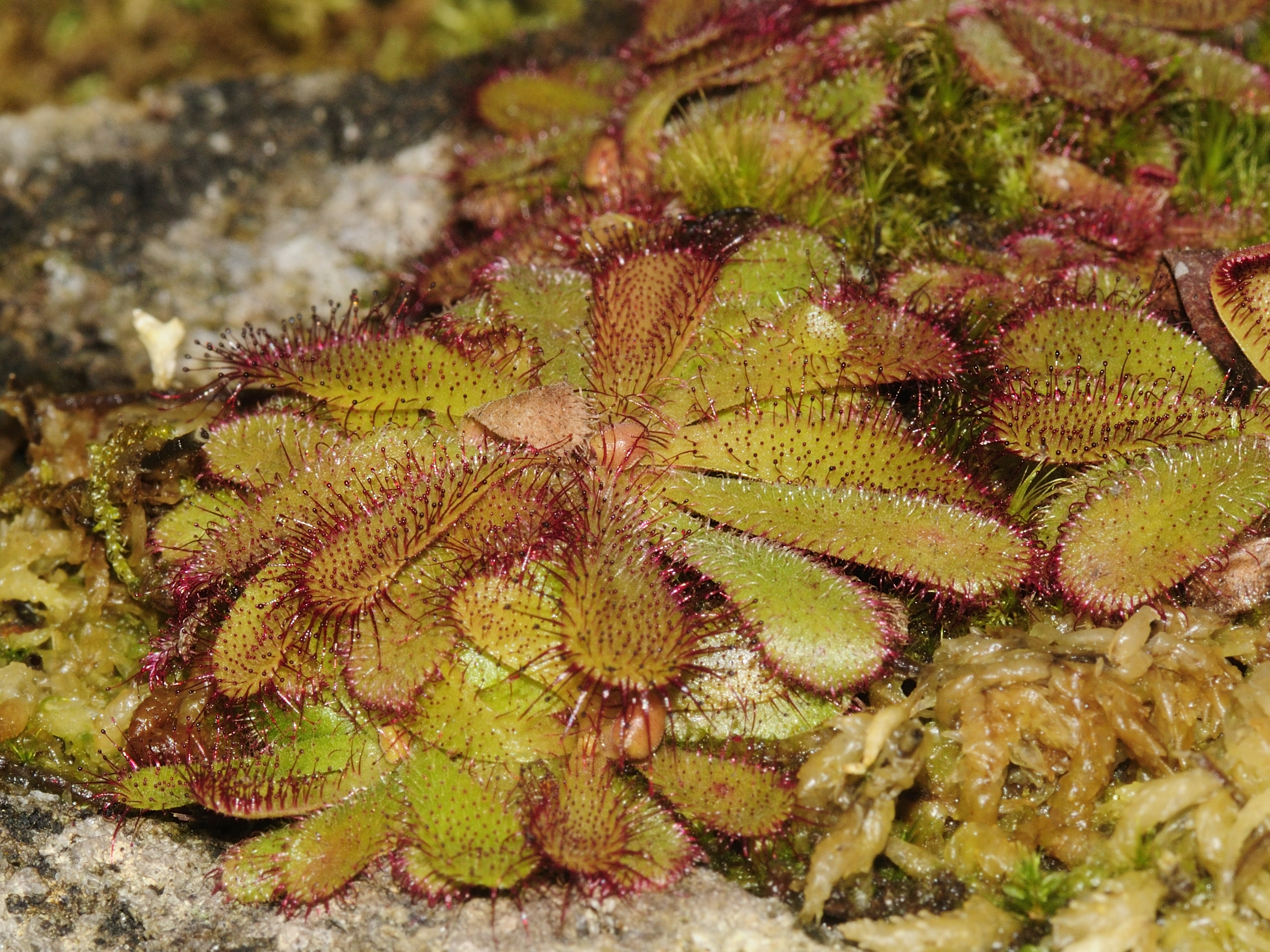
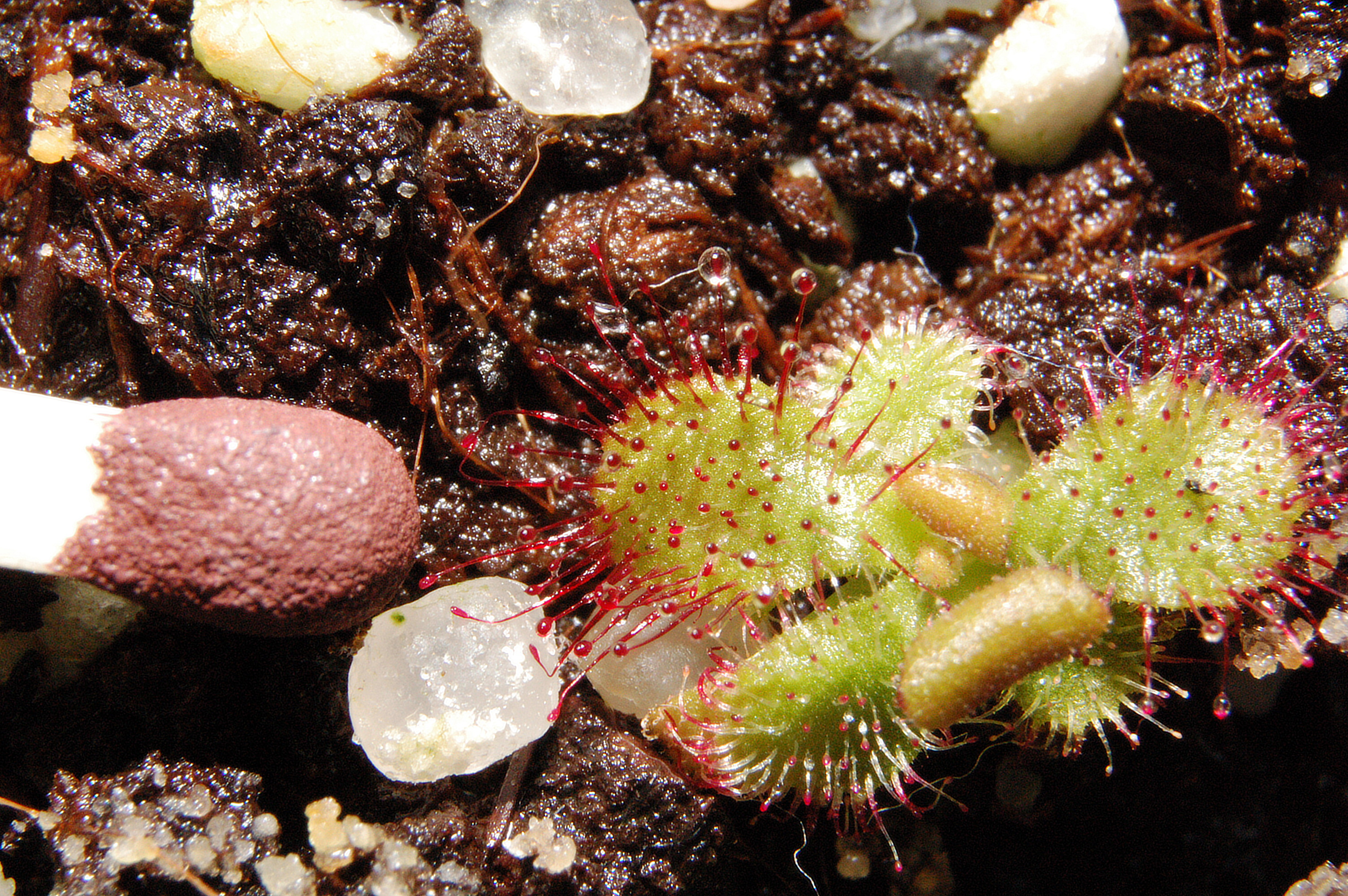